# Óscar Álvarez
Oscar Mauricio Álvarez Paniagua (Medellín, 9 de diciembre de 1977) es un ciclista colombiano que compite para el equipo ciclista colombiano de categoría Continental EPM Une-Area Metropolitana.
En octubre de 2016 fue sancionado por la UCI por un caso de dopaje con EPO en la pasada Vuelta a Colombia de ese mismo año.

## Palmarés
2003
- 1 etapa de la Vuelta a Colombia

2004
- 3º en la Vuelta a El Salvador más 2 etapas

2009
- 1 etapa del Clásico RCN
- Campeonato de Colombia en Ruta

2011
- 1 etapa de la Vuelta a Colombia en CRE

2012
- 1 etapa del Clásico RCN

2013
- 1 etapa del Clásico RCN

2014
- 1 etapa de la Vuelta a Guatemala

## Equipos
- 05 Orbitel (2001-2006)
- UNE-Orbitel (2007-2009)
- Colombia es Pasión/Café de Colombia (2010)
- Aguardiente Antioqueño-Lotería de Medellín (2011-2014)
- EPM Une-Area Metropolitana (2015)